# Ошун (река)
Ошу́н (йоруба  Ọ̀ṣun [ɔ̀ʃũ̄], англ. Osun или Oshun) — река в юго-западной Нигерии (Западной Африке). Протекает по штатам Ошун, Ойо, Огун и Лагос. Длина реки составляет 267 км, площадь водосборного бассейна — 9014 км².
Общее направление течения — юго-запад и юг. Впадает в лагуну Лагос Гвинейского залива Атлантического океана. Расход воды ниже города Икире регулируется водохранилищем Asejire.
На реке находится столица штата Ошун, город Ошогбо с населением свыше 740 тысяч.

## В мифологии
В мифологии народа йоруба богиня реки, Ошун, — самая популярная из женских ориша. Она почитается, как богиня любви и пресноводных водоёмов. Культ Ошун распространен и за пределами Нигерии — в кандомбле и прочих афроамериканских религиях Бразилии, Кубы, Гаити и других Карибских островов.
На берегах реки находится объект Всемирного наследия ЮНЕСКО, священный лес богини реки Ошун — Осун-Осогбо. Лес является местом паломничества и главным сакральным объектом для йоруба, в том числе и для представителей африканской диаспоры. В настоящее время проводимый в августе «Фестиваль Осун-Осогбо», кроме этнических йоруба, посещается многочисленными туристы.